# Old Tjikko
Old Tjikkol là một cây Vân sam Na Uy đã sống 9.550 năm, nằm trên núi Fulufjället của tỉnh Dalarna, Thụy Điển. Old Tjikko ban đầu nổi tiếng là "cây sống lâu nhất thế giới". Tuy nhiên, Old Tjikko là một cây vô tính đã tái sinh thân, cành và rễ mới qua hàng thiên niên kỷ chứ không phải là một cây riêng lẻ có tuổi đời cao. Do đó, Old Tjikko chỉ được công nhận là loài vân sam sống lâu đời nhất và là một trong những cây vô tính lâu đời nhất được biết đến.
Tuổi của cây được xác định bằng phương pháp xác định niên đại carbon vật liệu thực vật phù hợp về mặt di truyền, được thu thập từ dưới gốc cây, vì phương pháp xác định niên đại thụ mộc không thực thi được đối với cây vô tính. Bản thân thân cây được ước tính chỉ mới vài thế kỷ, nhưng cây đã tồn tại lâu hơn nữa nhờ một quá trình được gọi là chiết (khi một nhánh tiếp xúc với mặt đất, nó sẽ mọc rễ mới) hoặc nhân bản sinh dưỡng (khi thân cây chết nhưng hệ thống rễ vẫn còn sống, nó có thể mọc ra một thân cây mới).

## Khám phá và mô tả chi tiết

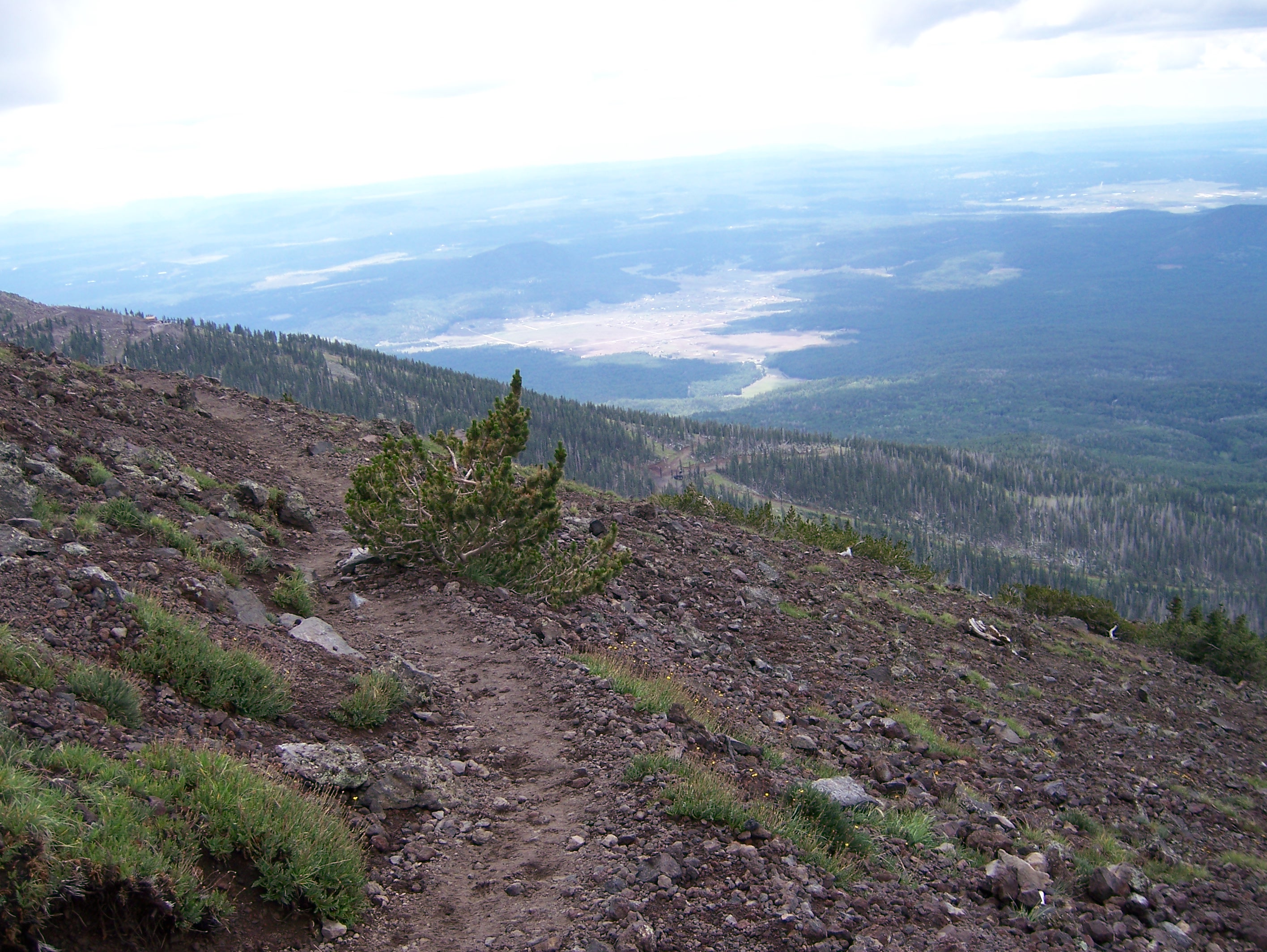
Ví dụ về bụi cây hệ tầng krummholz

Hệ thống rễ của Old Tjikko được ước tính 9.566 năm tuổi, khiến nó trở thành cây vân sam Na Uy lâu đời nhất được biết đến trên thế giới. Nó cao 5 mét (16 ft) nằm trên núi Fulufjället của tỉnh Dalarna ở Thụy Điển. Trong nhiều thiên niên kỷ, cây xuất hiện dưới dạng một bụi cây còi cọc (còn được gọi là hệ tầng krummholz) do sự khắc nghiệt của môi trường sống. Suốt thời kỳ nóng lên toàn cầu của thế kỷ 20, cây đã nảy mầm thành một cây bình thường. Đôi vợ chồng đã phát hiện ra cái cây, Leif Kullman (Giáo sư Địa lý Vật lý tại Đại học Umeå) và Lisa Öberg (nhà khoa học về cây có bằng tiến sĩ sinh học và sinh thái học tại Đại học Mittuniversitetet) cho rằng sự phát triển vượt bậc này là do sự ấm lên toàn cầu và họ đặt cho cây biệt danh là "Old Tjikko" theo tên con chó đã chết của họ.
Cây tồn tại được lâu như vậy là do nhân bản sinh dưỡng. Cây nhìn trông tương đối trẻ, nhưng nó là một phần của hệ thống rễ già cỗi hơn có niên đại hàng thiên niên kỷ. Thân cây có thể chết đi và mọc lại nhiều lần nhưng hệ thống rễ của cây vẫn nguyên vẹn và lần lượt mọc lên thân cây khác. Thân cây có thể chỉ sống được khoảng sáu trăm năm, khi một thân cây chết đi, một thân cây khác sẽ mọc lại vào vị trí của nó. Ngoài ra, vào mỗi mùa đông, tuyết dày có thể đè các cành thấp của cây xuống mặt đất, nơi chúng bén rễ và sống sót để phát triển trở lại vào năm sau trong một quá trình được gọi là chiết. Chiết xảy ra khi nhánh của cây tiếp xúc với mặt đất và rễ mới mọc ra từ điểm tiếp xúc. Các loại cây khác như hồng sam và tuyết tùng khổng lồ được biết là sinh sản bằng cách chiết. Tuổi của cây được xác định bằng phương pháp định tuổi bằng carbon-14 hệ thống rễ, trong đó tìm thấy các rễ có niên đại 375, 5.660, 9.000 và 9.550 năm trước. Việc xác định niên đại bằng carbon không đủ chính xác để xác định chính xác năm cây nảy mầm từ hạt; tuy nhiên, ước tính độ tuổi cây được cho là đã nảy mầm vào khoảng năm 7550 trước Công nguyên. Để so sánh, việc phát minh ra chữ viết (và do đó, sự khởi đầu của việc ghi chép lịch sử) đã không xảy ra cho đến khoảng năm 4000 trước Công nguyên. Các nhà nghiên cứu đã tìm thấy một cụm khoảng 20 cây vân sam trong cùng một khu vực, tất cả đều đã hơn tám thiên niên kỷ.
Tuổi ước tính của Old Tjikko gần với mức tối đa có thể cho khu vực này, vì dải băng Fenno-Scandian tan dần trong kỷ băng hà cuối cùng chỉ giải phóng núi Fulufjället khoảng mười thiên niên kỷ trước.
Các cơ quan bảo tồn thiên nhiên đã cân nhắc việc dựng một hàng rào xung quanh cái cây để bảo vệ nó khỏi những kẻ phá hoại hoặc những kẻ săn lùng chiến lợi phẩm.

### Sách
- Amy-Jane Beer (2002). A Tree a Day: 365 of the World's Most Majestic Trees. Chronicle Books.